# Konstantin Komnenos Dukas
Konstantin Komnenos Dukas (mittelgriechisch Κωνσταντίνος Κομνηνός Δούκας; * um 1172; † nach 1242) war Despot in Epirus und Gouverneur von Akarnanien und Ätolien.

## Leben
Konstantin Dukas war ein Sohn des byzantinischen Sebastokrators Johannes Dukas und der Zoe Dukaina. Seine Brüder Michael und Theodor waren nacheinander Herrscher über Epirus, einen griechischen Nachfolgestaat des Byzantinischen Reiches, das infolge des Vierten Kreuzzugs 1204 zerfallen war. Vermutlich ist er identisch mit jenem Konstantin Dukas, der in der Nacht zum 13. April 1204, unmittelbar vor der endgültigen Eroberung und Plünderung Konstantinopels durch die Kreuzfahrer, in der Hagia Sophia mit Konstantin Laskaris um die Kaiserkrone konkurrierte.
Um 1208 begleitete Konstantin den abgesetzten Kaiser Alexios III., der am epirotischen Hof in Arta Zuflucht gefunden hatte, in das Sultanat der Rum-Seldschuken. Alexios’ Versuch, mit Unterstützung von Sultan Kai Chosrau I. die Herrschaft im Kaiserreich Nikaia zu übernehmen, scheiterte 1211 mit der Niederlage in der Schlacht bei Antiochia am Mäander. 
Nach seiner Rückkehr wurde Konstantin zum Gouverneur von Akarnanien und Ätolien mit Sitz in Naupaktos ernannt, wobei unklar ist, ob dies schon um 1212 durch seinen Halbbruder Michael I. geschah oder erst durch seinen Bruder Theodor, der 1215 in Epirus die Herrschaft übernahm. 1216 nahm er an einem Feldzug gegen das Bulgarische Reich teil. Es gelang ihm, Neopatras und Lamia von ihren lateinischen Herren zu erobern. Der Bischof von Naupaktos, Johannes Apokaukos, wurde 1220 aus seinem Palast vertrieben und auf einem Landgut festgesetzt, weil er gegen Konstantins „tyrannisches“ Regime und insbesondere die willkürliche Aneignung von Kirchenbesitz protestiert hatte. Der Konflikt wurde erst im Mai 1221 auf einer Synode beigelegt; später pflegten Konstantin und Apokaukos einträchtige Beziehungen.
Im Zusammenhang mit der Krönung Theodors zum Basileus 1227 in Thessaloniki erhielt Konstantin, wie auch sein anderer noch lebender Bruder Manuel, die Despotenwürde. An der verheerenden Schlacht von Klokotniza am 9. März 1230, in deren Verlauf Theodor von den Bulgaren gefangen genommen wurde, nahm er wahrscheinlich nicht teil. Konstantin blieb weiterhin Herr von Ätolien und Akarnanien, wobei zu seinem Bruder Manuel, dem neuen Kaiser in Thessaloniki, nur ein loses Abhängigkeitsverhältnis bestand. Im Jahr 1237 unterstützte er Theodors Rückkehr aus bulgarischer Gefangenschaft nach Thessaloniki.
Zuletzt wird Konstantin Komnenos Dukas im Jahr 1242 erwähnt, bald darauf dürfte er gestorben sein. Ob er verheiratet war oder Nachkommen hinterließ, ist unbekannt.